# Свято-Костянтино-Оленівська церква (Бецилове)
Свято-Костянтино-Оленівська церква — чинна церква у с. Бецилове, Роздільнянський район, Одеська область. Парафія рівноапостольних Костянтина і Олени Балтської єпархії Української православної церкви Московського Патріархату.

## Історія
У 1858 році поміщиком Хомою Михайловичем Бицилі була заснована кам'яна єдинопрестольна церква на честь Святих Царів Костянтина і Олени. Добудувати церкву поміщик не зміг, оскільки трагічно помер у 1861 році, а завершили будівництво інші люди.

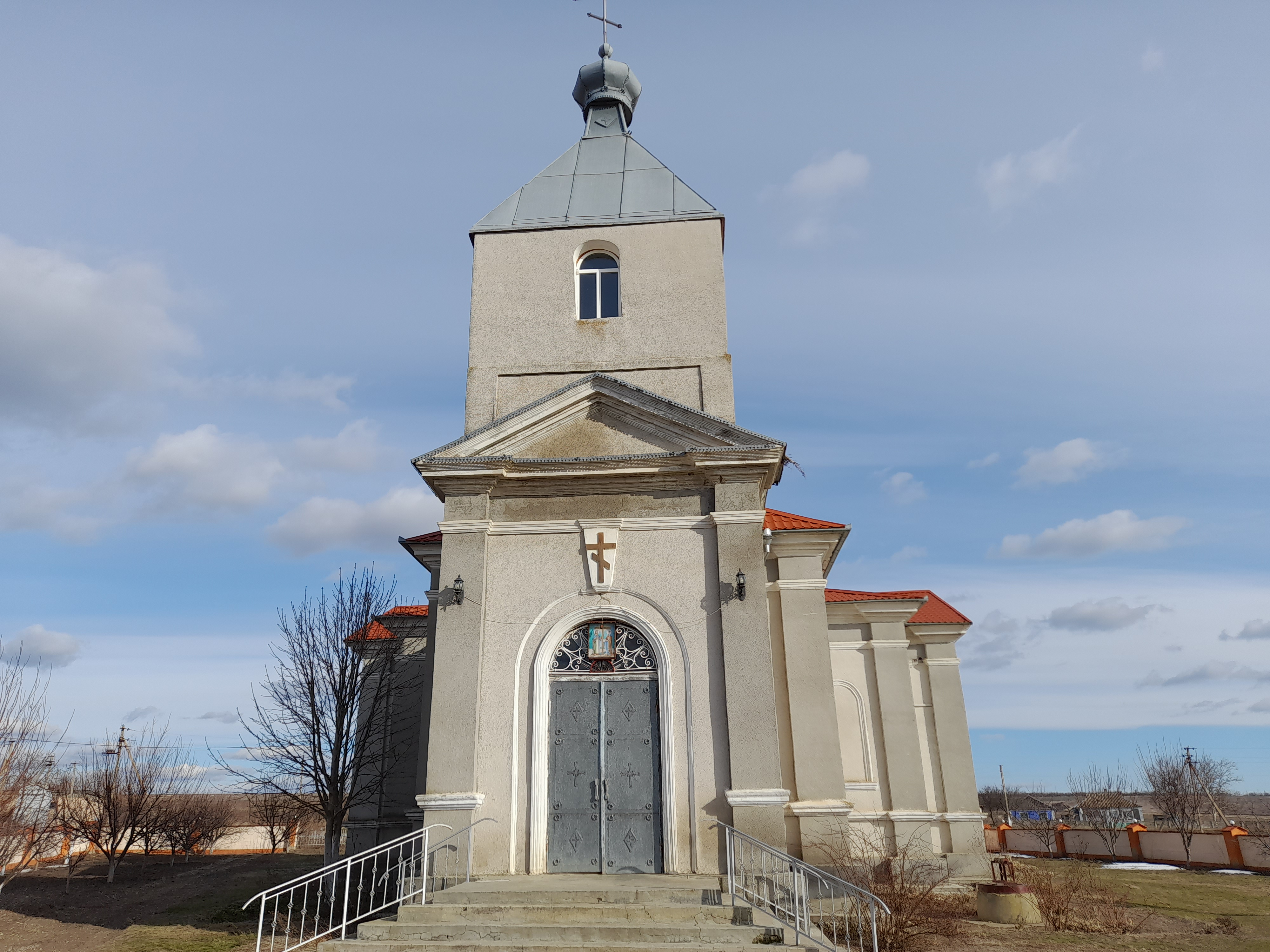
Фасад церкви

В кінці 1880-х років була відкрита церковно-парафіяльна школа. Вона розташувалась у вузькому, витягнутому, одноповерховому приміщені, прибудованому до церковної огорожі. У ній була тільки одна кімната, в якій розташовувались три відділи учнів. Через те, що дітей було багато, а класна кімната замала, то адміністрація школи намагалась охопити навчанням найбільш заможних дітей. Тому частина найбідніших дітей залишалась поза школою. У церковно-приходській школі навчалось 35 хлопців та 11 дівчат.
У 1906 році село відносилося до Більчанської волості Одеського повіту Херсонській губернії. Парафіянами були переважно українці, менше болгари (1 чоловік та 3 жінок), греки (2 чоловіків та 2 жінок) та старообрядці (4 чоловіків та 4 жінок). Загалом всіх — 993 чоловіків та 962 жінок з села Бицилівка, селищ Костянтинівка, Свине-Селище, Петро-Євдокіївка, присілків Щеглятіївський, Дикове, Бициліївський, Гросулів, Ново-Киріяківка, Албанка, Дмитрівка. Капітал церкви сягав 150 рублів.
У церкві вели службу: священник та псаломщик. З 1886 року церкву очолював Іаков Григор'єв Стоянов — це було його 1-е місце несення служби. Він закінчив Олександро-Мар'їнську Саратовську реальну гімназію, був законовчителем земської та церковно-парафіяльної школи, завідувачем церковно-парафіяльної школи та шкіл грамоти, мав сім'ю: жінку і 7 дітей. Сан священника здобув у 1867 році. Плата парафії становила 294 руб. Псаломщиком у 1900 році став Іоанн Трифонов Даньшин — це також було 1-е його місце несення служби. Він отримав домашню освіту, мав сім'ю: жінку і трьох дітей. Плата від парафії становила 98 руб. Разом мали 112 десятин 2336 квадратних сажнів церковної землі (разом з 17 десятинами не зручної), садибної — 2 десятин і 2332 квадратних сажнів.
На 1911-1914 рік церква, яку очолював священник Микола Зеленєв, відносилась до Северинівської благочинної округи. У 1914 році церковна громада села на чолі зі священником влаштували у Бециловому маніфестацію. Учасники маніфестації несли хоругви, портрети імператора Миколи II, ікону Божої Матері, яка начебто з'явилась у хмарах над одним з підрозділів російської солдат імператорської армії, що воювали на Західному фронті та обіцяла її перемогу над противником. Маніфестація супроводжувалась співом місцевого хору «Боже, Царя хорони!» і лозунгами «За Віру, Царя і Вітчизну!»
З приходом Радянської влади починається занепад парафії. У 1925 році місцеві мешканці, якщо мали чоботи чи черевики, берегли їх, щоб піти до церкви. Йдучи до церкви, взуття несли на палі і за 100 метрів до храму взувались та приходили взутими. У церкву вдягали все найкраще, що було у людей. У 1927 році люди потрохи починають виносити ікони з церкви та інше церковне начиння. 1928 рік. Місцеві комсомольці розрили усипальню та розкрили труну з прахом поміщика Бицилі. У 1936 році комсомольці розгромили церкву, звалили пам'ятник з надгробоку Х.М. Бицилі, вікна, які були з дуже гарного кольорового скла, знівечили фрески на стінах і зображення святих.